# Луома, Тапио
Та́пио Ю́хани Лу́ома (фин. Tapio Juhani Luoma; род. 15 июня 1962, Курикка, Финляндия) — епископ Евангелическо-лютеранской церкви Финляндии; архиепископ Турку (глава Евангелическо-лютеранской церкви Финляндии, с 2018); ранее — епископ Эспоо (2012—2018).

## Биография
В 1968 году прошёл пастырскую ординацию.
В 1983 году защитил докторскую диссертацию на богословском факультете Хельсинкского университета.
В проходившем 8 февраля 2018 года первом туре голосования на пост архиепископа Турку, получил 38 % голосов выборщиков, не набрав требуемого по уставу большинства голосов избирателей. Во втором туре голосования, проходившем 1 марта 2018 года, получил 374 голоса (56,17 %) из 667 голосов выборщиков и опередил второго претендента главу епархии города Порвоо Бьёрна Викстрёма.
Считается консерватором, выступая против венчания однополых пар, однако намерен в этом вопросе подчиниться общему решению членов своей церковной деноминации.
Женат. Имеет четверых взрослых детей — Хенрикки, Танели, Сакари и Ребекку.
3 июня 2018 года Тапио Луома, вступив в сан архиепископа Турку, возглавил Евангелическо-лютеранскую церковь Финляндии, сменив ушедшего на пенсию Кари Мякинена.